# Diocesi di Sciato
La diocesi di Sciato (in latino: Dioecesis Sciathensis) è una sede soppressa e sede titolare della Chiesa cattolica.

## Storia
Sciato, nell'omonima isola, è un'antica sede vescovile della provincia romana di Tessaglia in Grecia, suffraganea dell'arcidiocesi di Larissa. A questa diocesi è attribuito un solo vescovo, Demetrio, il cui nome appare in una lettera del suo metropolita Stefano di Larissa a papa Bonifacio II nel 531.
Dal 1933 Sciato è annoverata tra le sedi vescovili titolari della Chiesa cattolica; la sede finora non è mai stata assegnata.

## Cronotassi dei vescovo greci
- Demetrio † (menzionato prima del 531)